# Le Nom de la rose (film)
Pour les articles homonymes, voir Le Nom de la rose.
Pour plus de détails, voir Fiche technique et Distribution.
Le Nom de la rose est un film historique germano-italo-francais réalisé par Jean-Jacques Annaud et sorti en 1986. C'est l'adaptation du roman du même nom de l'écrivain Umberto Eco, paru en 1980.
Ce drame médiéval met en vedette l'acteur Sean Connery dans le rôle principal de Guillaume de Baskerville. Il est notamment accompagné des acteurs Christian Slater, F. Murray Abraham, Michael Lonsdale, Valentina Vargas et William Hickey.
Le film sort aux États-Unis le 24 septembre 1986 et sur les écrans français le 17 décembre 1986. Il remporte de nombreuses récompenses, dont le César du meilleur film étranger lors de la 12e cérémonie des César en 1987.
Le 21 février 2024, une version restaurée en 4K d'après le négatif original sort sur les écrans français,, cette version est doublée en breton et en occitan à cette occasion.
L'histoire du film relate l'enquête menée en 1327 par le frère franciscain Guillaume de Baskerville qui, assisté de son novice Adso de Melk, est désigné pour conduire l'enquête sur une série de décès mystérieux qui ébranlent une abbaye bénédictine du nord de l'Italie.

## Synopsis
En l'an 1327, dans une abbaye bénédictine du nord de l'Italie, des moines sont retrouvés morts dans des circonstances mystérieuses et le trouble est semé dans les esprits, d'aucuns semblant y suspecter l'œuvre du malin. Cette abbaye doit réunir des franciscains et des représentants du pape — à cette époque, les papes d'Avignon — pour une confrontation en terrain neutre.
L'un des franciscains les plus importants est Guillaume de Baskerville, accompagné du jeune novice Adso de Melk, confié par son père au clergé. Tous deux mènent l'enquête sur les morts mystérieuses.
La première mort inexplicable est celle d'Adelmo d'Otrante, un jeune et brillant moine enlumineur, retrouvé mort au pied d'une tour percée d'une seule fenêtre qui ne peut pas s'ouvrir.
Un deuxième mort est retrouvé un matin : Venantius, un moine qui traduisait le grec ancien et qui était aussi la dernière personne à avoir parlé à Adelmo. Venantius est retrouvé au petit matin baignant dans un baquet rempli de sang de porc. Guillaume et Adso remarquent des boursouflures sombres sur sa langue et sur l'un de ses doigts. Rien de tout cela ne fournit une explication convaincante, ni même un mobile ou un suspect solide. Cette découverte macabre renforce les peurs superstitieuses des moines, qui craignent d'avoir affaire à un démon, d'autant que le frère Ubertino de Casale remarque que les morts successives font penser aux signes mentionnés par la Bible dans le Livre de l'Apocalypse. Guillaume fouille le scriptorium où il inspecte le pupitre d'Adelmo ; aussitôt, deux moines, frère Malachie le bibliothécaire en chef et frère Bérenger l'assistant bibliothécaire, lui interdisent l'accès au reste du bâtiment.
Guillaume fait ensuite la rencontre de Salvatore, un bossu simple d'esprit et polyglotte, personnage pittoresque et pitoyable qui survit grâce à la protection du frère cellérier, Remigio da Varagine. Salvatore ayant utilisé le mot de « Penitenziagite », cri de ralliement des Dolciniens, Guillaume déduit que tous les deux sont d'anciens membres de cette secte hérétique qui prônait la pauvreté du clergé. Il ne les soupçonne pas des meurtres car les Dolciniens s'en prenaient aux riches évêques et non aux moines pauvres. Le passé de Remigio fournit néanmoins à Guillaume un moyen de pression pour en apprendre davantage sur les petits secrets de l'abbaye. Salvatore révèle à Guillaume qu'Adelmo et Venantius s'étaient rencontrés la nuit avant la mort du premier.
Les morts inexplicables continuent. Le temps presse, car la rencontre avec les émissaires papaux approche et l'abbé menace de recourir à l'Inquisition pour résoudre l'affaire. La nuit venue, Guillaume et Adso fouillent le pupitre de Venantius. Ils y trouvent un livre en grec, un parchemin écrit dans la même langue, des restes de pigments utilisés par Adelmo pour ses enluminures et des symboles cryptiques écrits par un homme gaucher à l'aide d'une encre sympathique. Bérenger s'introduit alors dans la bibliothèque, distrait Guillaume et s'enfuit avec le livre. Tandis que Guillaume se lance à sa poursuite, Adso, dont la lampe-tempête s'est éteinte, cherche à la rallumer à l'âtre de la cuisine. Frère Remigio y fait soudain irruption, à la recherche d'une jeune paysanne qui lui offre régulièrement ses faveurs en échange de quelque pitance. Adso se cache précipitamment à l'endroit-même où cette dernière s'était rencognée. Leur attirance mutuelle les conduit à faire l'amour, ce qui suscite chez Adso quelques interrogations qu'il soumet plus tard à son maître.
Le lendemain, Bérenger est découvert noyé dans un bain et portant des boursouflures noires, similaires à celles de Venantius. Guillaume annonce ses conclusions : la mort d'Adelmo était bel et bien un suicide, car le moine avait cédé aux avances sexuelles et réprouvées de Bérenger et éprouvait des remords ; Adelmo est tombé d'une autre tour que celle au pied de laquelle il a été découvert. Par ailleurs, Venantius a reçu un parchemin d'Adelmo avant la mort de ce dernier et Bérenger est le seul moine gaucher de l'abbaye. Guillaume élabore ainsi l'hypothèse selon laquelle le moine qui a pris des notes en grec l'a fait à partir d'un livre qui aurait un lien avec la cause des meurtres. L'abbé n'est pas convaincu par les raisonnements de Guillaume. Il brûle le parchemin et informe Guillaume qu'il a prévenu l'Inquisition, qui leur dépêche un émissaire, Bernardo Gui, lequel n'est autre qu'un ancien adversaire de Guillaume.
Guillaume et Adso, déterminés à résoudre l'enquête avant l'arrivée de Bernardo Gui, découvrent une vaste bibliothèque secrète dans le donjon de l'abbaye. Guillaume soupçonne que l'abbé a dissimulé ces livres car une grande partie d'entre eux sont des œuvres de philosophes païens. Pendant ce temps, Bernardo Gui arrive à l'abbaye et ne tarde pas à tomber sur Salvatore en train de se disputer un coq noir avec la jeune fille, le tout en présence d'un chat noir. Il ne lui en faut pas plus pour y voir des signes de sorcellerie. Il les fait arrêter et torturer. Peu après, l'herboriste de l'abbaye découvre un livre en grec dans son officine (que Bérenger avait caché) et en informe Guillaume avant de retourner s'enfermer dans son laboratoire qu'il trouve mis à sac. Il est alors assassiné par Frère Malachie qui lui défonce le crâne à l'aide d'une sphère armillaire. Celui-ci s'empresse alors de détourner les soupçons de sa personne en incitant Frère Remigio à s'enfuir pour échapper au bûcher tout en dénonçant cette fuite à Bernardo Gui qui fait ipso facto procéder à l'arrestation du frère cellérier.
Remigio, Salvatore et la jeune fille comparaissent devant un tribunal de l'Inquisition présidé par Gui, qui nomme Guillaume et l'abbé en tant que juges à ses côtés. Remigio avoue fièrement son passé et nie les meurtres. Bernardo le menace alors de la question préalable et Remigio préfère avouer les crimes pour y échapper, prétendant avoir été inspiré par le diable pour les commettre. Guillaume argumente en faveur de l'innocence de l'accusé : les meurtres, dit-il, sont liés au livre mystérieux, que Remigio ne pouvait pas lire puisqu'il ne sait pas le grec ; Guillaume prévient ses deux collègues que la condamnation ne mettra pas fin aux meurtres. Gui condamne les trois accusés à être brûlés et il s'apprête à faire renvoyer Guillaume à Avignon, car il le soupçonne de « relaps ».
Peu après, Malachie s'effondre pendant l'Office : il porte à son tour les boursouflures noires aux mêmes endroits que les deux morts précédents. Tandis que les trois condamnés sont emmenés vers le bûcher, Guillaume et Adso s'introduisent une nouvelle fois dans la bibliothèque secrète. Ils s'y trouvent face à face avec le vénérable aveugle Jorge, le doyen de l'abbaye. Guillaume, dans l'intervalle, a décrypté les paroles inscrites sur le parchemin qu'ils avaient découvert et compris quel est le livre qui est la cause de tous les meurtres : le second tome de la Poétique d'Aristote, qui évoque la comédie, le théâtre comique : le rire. Jorge, convaincu que le rire est un instrument du Diable, a empoisonné les coins des pages à l'arsenic et ainsi provoqué le trépas de tous les moines qui se risquaient à le lire en tournant les pages. Quand Jorge l'invite à feuilleter le livre à son tour, Guillaume ne tombe pas dans le piège et enfile un gant. Démasqué, Jorge s'enfuit et, dans la bousculade avec ses poursuivants, déclenche accidentellement un incendie en faisant choir une lampe à huile. La bibliothèque s'embrase. Guillaume ordonne à Adso de fuir puis tente de sauver autant de livres que possible. Jorge décide de détruire à tout jamais ce qui ne devait pas être écrit, en mâchant et avalant les pages du livre empoisonné, avant de chuter dans l'incendie.
À l'extérieur, la condamnation au bûcher est organisée. Lorsque l'incendie de la tour devient visible, tous les moines abandonnent les bûchers pour lutter contre la destruction du bâtiment. Salvatore et Remigio succombent aux flammes ; la jeune paysanne est secourue par les villageois. Adso poursuit Gui, qui lui échappe. Des paysans font basculer son char du haut de la falaise. Dans la chute, Bernardo Gui meurt empalé sur un instrument de torture tombé en contrebas. Guillaume parvient à s'extraire du donjon embrasé en suivant les rats. Adso et lui  quittent l'abbaye, quand Adso revoit la jeune fille, qui l'attend au bord du chemin. Après un moment d'intense hésitation face à l'attitude implorante de la jeune paysanne qui lui embrasse la main, Adso décide finalement de suivre Guillaume. Le film s'achève sur les paroles d'Adso désormais âgé : il n'a jamais regretté son choix, ajoutant que la jeune fille a été l'unique amour « terrestre » de sa vie, bien qu'il n'ait jamais su son nom.
Avant que débute le générique, la bise souffle après les derniers mots d'Adso et une phrase latine apparaît en lettres rouges, en bas à droite de l'écran : « Stat rosa pristina nomine, nomina nuda tenemus » (« La rose d'hier n'existe que de nom, nous n'avons que des noms purs et simples »).

## Fiche technique
Sauf indication contraire, les informations mentionnées dans cette section peuvent être confirmées par la base de données cinématographiques Unifrance,  présente dans la section « Liens externes ».
- Titre original français : Le Nom de la rose
- Titre original allemand : Der Name der Rose
- Titre original italien : Il nome della rosa
- Titre original espagnol : El nombre de la rosa
- Titre anglais : The Name of the Rose
- Réalisation : Jean-Jacques Annaud
- Scénario : Gérard Brach, Alain Godard, Andrew Birkin et Howard Franklin, d'après le roman éponyme d'Umberto Eco
- Musique : James Horner
- Photographie : Tonino Delli Colli
- Décors : Dante Ferretti
- Costumes : Gabriella Pescucci
- Distribution des rôles : Gianni Arduini, Dominique Besnehard, Celestia Fox, Sabine Schroth, Lynn Stalmaster et David Rubin
- Montage : Jane Seitz
- Affiche : Philippe Druillet
- Production : Bernd Eichinger et Bernd Schaefers
  - Coproduction : Franco Cristaldi et Alexandre Mnouchkine
  - Production déléguée : Jake Eberts, Thomas Schühly
  - Production associée : Pierre Hébey et Herman Weigel
- Sociétés de production : Les Films Ariane, FR3 Films Production, Cristaldifilm, Neue Constantin, en association avec ZDF, Radiotelevisione Italiana (non créditée)
- Sociétés de distribution : Acteurs Auteurs Associés, 20th Century Fox, Constantin Film
- Budget : 20 000 000 $[5] (estimation)
- Pays de production : Allemagne de l'Ouest,  Italie et  France
- Langues originales : anglais, latin, italien
- Format : couleurs —70mm - 1,85:1 — son Dolby
- Genre : drame historique
- Durée : 131 minutes
- Dates de sortie[6] :
  - États-Unis : 24 septembre 1986
  - Allemagne de l'Ouest : 16 octobre 1986
  - Italie : 17 octobre 1986
  - France : 17 décembre 1986, 21 février 2024 (version restaurée)

## Distribution
- Sean Connery (VF : Claude Giraud) : Guillaume de Baskerville (William of Baskerville en version anglaise)
- Christian Slater (VF : Vincent Ropion) : Adso de Melk
- Helmut Qualtinger (VF : Henry Djanik) : Remigio de Varagine
- Elya Baskin (VF : Patrick Préjean) : Severin de Sant'Emmerano
- Michael Lonsdale (VF : lui-même) : l'abbé
- Volker Prechtel (VF : Georges Aminel) : Malachie de Hildesheim
- Feodor Chaliapin Jr. (VF : Jean Davy) : Jorge de Burgos, ex-bibliothécaire de l'abbaye
- William Hickey (VF : Henri Virlogeux) : Ubertin de Casale
- Michael Habeck : Bérenger d'Arundel
- Urs Althaus : Venantius de Salvemec
- Valentina Vargas : « la fille »
- Ron Perlman : Salvatore
- Leopoldo Trieste (VF : Claude d'Yd) : Michel de Césène
- Franco Valobra : Jérôme de Kaffa
- Vernon Dobtcheff (VF : lui-même) : Hughes de Newcastle
- Donald O'Brien : Pietro d'Assisi
- Andrew Birkin : Cuthbert de Winchester
- F. Murray Abraham (VF : François Chaumette) : Bernardo Gui
- Lucien Bodard (VF : Georges Atlas) : le cardinal Bertrand du Pouget
- Peter Berling : Jean d'Anneaux
- Pete Lancaster : l'évêque d'Alborea
- Dwight Weist (VF : Claude Rich[réf. souhaitée]) : Adso vieux (le narrateur)
- Gianni Rizzo : l'envoyé papal
- Lars Bodin-Jorgensen : Adelme d'Otrante

Sources et légende : Version Française (VF) sur VoxoFilm

## Production

### Genèse et développement
Le roman Le Nom de la rose d'Umberto Eco paraît en Italie en 1980. Jean-Jacques Annaud est d'emblée séduit par l’œuvre et convainc l'auteur qu'il est l'homme parfait pour en faire l'adaptation cinématographique. Il se sent très attiré et intrigué par ce projet.
Plusieurs scénaristes planchent sur un laborieux travail de transposition, le premier étant le scénariste attitré de Jean-Jacques Annaud, Alain Godard. Jean-Jacques Annaud sollicite ensuite le producteur allemand Bernd Eichinger, qui finance ce coûteux projet.
Le chef opérateur italien Tonino Delli Colli (qui avait travaillé avec Pier Paolo Pasolini et Sergio Leone) signe les lumières, et le décorateur italien Dante Ferretti reconstruit l'abbaye austère dans les Abruzzes, non loin de Rome.

### Attribution des rôles
Pour le rôle de Guillaume de Baskerville Jean-Jacques Annaud ne souhaitait pas avoir des acteurs de renom dans son film, mais Sean Connery sut le convaincre de l'accepter pour ce rôle. Jean-Jacques Annaud rapporte que l'auteur Umberto Eco est initialement « catastrophé » par ce choix et que les distributeurs ne voulaient pas miser de l'argent sur un acteur qu'ils jugeaient en déclin et trop associé au personnage de James Bond.
Le rôle du simple d'esprit bossu Salvatore devait, en raison de la coproduction internationale, revenir au comique italien Franco Franchi du duo Franco et Ciccio (le contrat ne donnait droit qu'à un seul acteur anglo-saxon, lequel était Sean Connery). Mais l'acteur rompit son contrat, refusant de se laisser raser les cheveux et coller des plaques de gale sur le crâne. Jean-Jacques Annaud fit appel à Ron Perlman, qui avait joué pour lui dans La Guerre du feu (1981) et connaissait à cette époque une situation difficile.
Le rôle de Remigio de Varagine  fut interprété par Helmut Qualtinger, alors gravement malade et qui décéda juste avant la sortie du film.
Certains acteurs, bien que francophones, seront redoublés. L'acteur russe Feodor Chaliapin Jr. est finalement doublé en français par le comédien Jean Davy. L'écrivain Lucien Bodard, qui incarne le cardinal Bertrand du Pouget, est quant à lui doublé par Georges Atlas,,.

### Tournage
| |  |  |
| Le Castel del Monte (gauche) dans les Pouilles et le château de Rocca Calascio (droite) dans les Abruzzes ont inspiré le décor, créé de toutes pièces près de Rome. |  |  |

Sauf indication contraire, ces informations sont extraites des commentaires du réalisateur dans le "making-of" inclus dans les bonus du DVD collector.

#### Décor
Les scènes d'intérieurs sont tournées au Kloster Eberbach, ancien monastère cistercien en Allemagne, près d'Eltville (Hesse).
Le décor extérieur de l'abbaye a été créé de toutes pièces près de Rome ; ce site n'existe donc pas. Il est toutefois nettement inspiré du château italien du XIIIe siècle Castel del Monte (commune d'Andria, à 70 km à l'ouest de Bari, dans les Pouilles) qui est l'œuvre de Frédéric II du Saint-Empire. Le tournage a également lieu aux studios Cinecittà, à L'Aquila, Eltville, Rheingau, Rome, le Taunus, etc.
Le portail de l'abbaye de Moissac est réinterprété dans le décor à la 28e minute.
L'abbaye bénédictine ayant inspiré Umberto Eco est l'abbaye Saint-Michel-de-la-Cluse, symbole du Piémont.
Lors de la scène finale, le décor de sept étages de l'abbaye est entièrement détruit pour les besoins du scénario : l’incendie est filmé par sept caméras mais seules trois ont fonctionné. Annaud a alors l'idée de « floper » (inverser) et grossir les images des caméras restantes pour diversifier les prises de vue du brasier. L'acteur Feodor Chaliapin Jr. reçut une poutre enflammée qui était censée être en balsa, mais les techniciens avaient utilisé du chêne.

#### Autres éléments
Dans le souci d'une représentation la plus authentique possible, le réalisateur s'est entouré de toute une équipe de conseillers historiques, dirigée par le médiéviste Jacques Le Goff : le père Angelo Arpa et le père Desbonnets (pratiques religieuses), Françoise Piponnier (objets), François Avril (manuscrits), Michel Pastoureau (héraldique), Jean-Claude Bonne (architecture), Jean-Claude Schmitt et Daniel Alexandre-Bidon (étiquette et gestuelle).
Les ouvrages utilisés pour les besoins du film étaient si remarquablement imités, par la qualité des enluminures et des reliures, que certains d'entre eux furent volés durant le tournage, cette indélicatesse obligeant l'équipe à mettre les livres au coffre à la fin de chaque journée de travail.
L'historien médiéviste Michel Pastoureau raconte durant une interview qu'au Moyen Âge les porcs n'étaient pas roses mais noirs et, comme on avait beaucoup de mal à en trouver de cette couleur pour le tournage, on utilisa des porcs « roses » que l'on avait peints. Les porcs se frottant les uns contre les autres, la peinture tenait difficilement.
La scène érotique entre Christian Slater et Valentina Vargas a été tournée avec une équipe minimale, l'actrice ayant demandé le départ de tous y compris des producteurs, et en une seule prise,. Les deux acteurs, vierges et très pieux, ont demandé conseil auprès du moine conseiller ecclésiastique de l'équipe afin de savoir s'il était convenable de tourner cette scène.

### Musique
Albums de James Horner
Captain Eo
(1986) Miracle sur la 8e rue
(1987)
La musique du film est composée par James Horner.
Liste des titres
1. Main Titles - 3:01
2. Beata Viscera - 2:19
3. First Recognition - 2:28
4. The Lesson - 4:18
5. Kyrie - 2:22
6. The Scriptorium - 3:52
7. Veni Sancte Spiritus - 3:13
8. The Confession - 3:10
9. Flashbacks - 2:05
10. The Discovery - 2:28
11. Betrayed - 2:56
12. Epilogue - 6:06
13. End Titles - 3:12

## Commentaires

### Analyse
Dans le générique d'ouverture du film, et avant l'arrivée du titre, un message écrit en toutes lettres et en majuscules dit : « Un palimpseste du roman de Umberto Eco », c'est-à-dire que le film ne prétend pas être d'une exacte fidélité avec l’œuvre d'Eco, mais qu'il partage le même support. Si le fil rouge de l'histoire reste le même, de nombreux éléments importants du roman ont été écartés et font place à des scènes plus spectaculaires qui ne figurent pas dans le livre. Jean-Jacques Annaud  regrettera plus tard de n'avoir pas précisé « Sur un palimpseste... », faisant référence au scénario.
Un clin d'œil est fait à Umberto Eco lui-même, lorsque Guillaume de Baskerville dans la bibliothèque s'extasie sur un exemplaire du Beatus de Liebane commenté par « Umbertus de Bologne », ville où Umberto Eco était professeur.
Le film est bâti comme l'illusion de l'escalier sans fin de Roger Penrose repris par Maurits Cornelis Escher, escalier où aura lieu d'ailleurs le combat dans l'incendie entre le « bon » moine franciscain Guillaume de Baskerville, par ailleurs ancien inquisiteur, et l'un des « méchants », ex-bibliothécaire de l'abbaye, Jorge de Burgos (autre clin d'œil, d'Umberto Eco cette fois, à Jorge Luis Borges et à sa nouvelle La Bibliothèque de Babel).
Comme dans le roman Notre-Dame de Paris de Victor Hugo, le monde médiéval est illustré dans ce film avec la figure du difforme (le bossu), de la jeune fille lascive, la religiosité, les paysans rustres, et des copistes pour un livre païen.
Dans la scène opposant Guillaume à Jorge de Burgos, durant le débat sur le rire, Guillaume tient cette phrase pour argument : « Le rire est le propre de l'homme ». Cette formulation précise est en réalité due à Rabelais, qui vécut au XVIe siècle, même si l'idée que l'homme est le seul animal qui puisse rire est déjà exprimée par Aristote (De partibus animalium III, 10). Ce léger anachronisme — la scène se place en 1327 — se trouve déjà dans le roman.
La statue de la Vierge à l'Enfant, devant laquelle le jeune Adso de Melk vient prier, est un anachronisme puisque son style est proche du milieu de la Renaissance. Le réalisateur s'en aperçut lors du tournage, mais, la reproduction de la statue ayant été coûteuse, la production le persuada de tourner avec. C'est un détail qui fut longtemps reproché à Jean-Jacques Annaud. Comme il aime à le raconter lui-même, c'est l'une des premières remarques qu'on lui fit lors de la première projection du film à Marseille.

### Différences entre le livre et le film

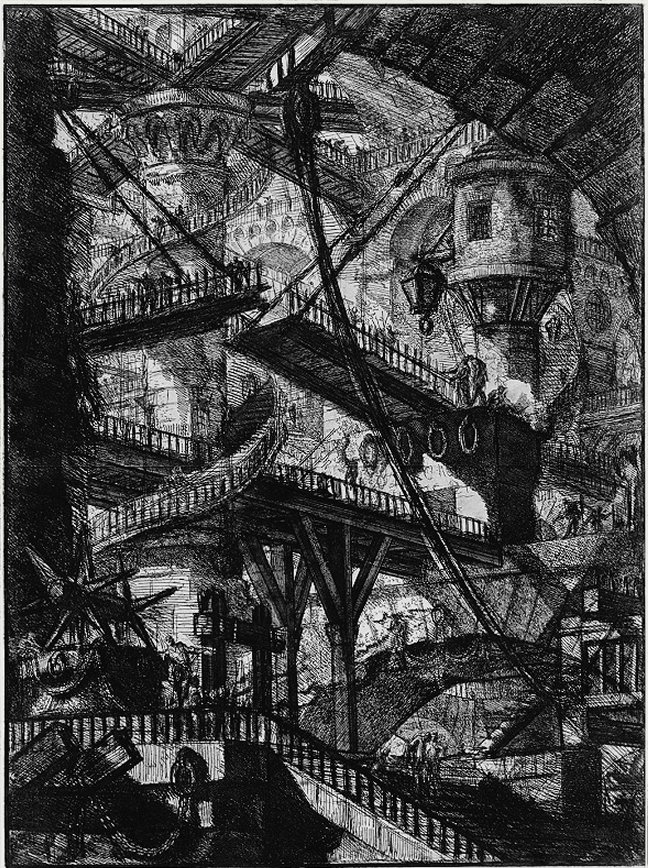
Croquis de Piranese, dans Les Prisons imaginaires, ayant inspiré Eco.

- Contrairement au livre, Frère Bérenger d'Arundel (Michael Habeck) n'a pas une seule réplique de tout le film.
- Dans le film, la bibliothèque est constituée de pièces situées en coin de bâtiment et reliées par de grands escaliers. En raison du budget limité, Annaud n'a fait construire que trois salles et s'est contenté de créer l'illusion en faisant disposer différemment les livres. L'escalier, quant à lui, a été construit dans un énorme silo haut de plusieurs étages. Cette disposition du labyrinthe est une idée du réalisateur, qui fit remarquer à Umberto Eco que les dimensions du donjon ne permettaient pas un labyrinthe aussi vaste sur un seul étage. Cette disposition en labyrinthe de la bibliothèque est inspirée des gravures de Piranese Les Prisons imaginaires.

## Accueil

### Accueil critique
À sa sortie en France, Le Nom de la rose reçoit globalement de bonnes critiques. Le site Allociné propose une note moyenne de 4,8/5, à partir de l'interprétation de 5 critiques de presse collectées. Dans Le Monde, le critique Michel Braudeau explique que le film est « un succès mondial, un pari héroïque, impossible et magnifiquement gagné ». Pour Gérard Legrand de la revue Positif, c'est un film « intelligent et somptueux ». Dans Télérama, Jean-Luc Douin souligne que « Annaud confirme surtout son rejet du sérieux, son attrait pour le gai, sa passion pour le rire ». Pour Thierry Cazals des Cahiers du cinéma, « ce quatrième long métrage de Jean-Jacques Annaud n'en demeure pas moins une fresque à grand spectacle plutôt réussie ».
Sur le site agrégateur de critiques Rotten Tomatoes, le film obtient un score de 74 % d'avis favorables, sur la base de 23 critiques collectées et une note moyenne de 6,30/10. Sur Metacritic, le film obtient une note moyenne pondérée de 54 sur 100, sur la base de 12 critiques collectées ; le consensus du site indique : « Avis mitigés ou moyens ».

### Box-office
Le film collecte une recette totale de plus de 77 millions de dollars au box-office mondial, pour un budget de production estimé à 20 millions. En France, il réalise 4 955 664 entrées.

## Distinctions
Source : Internet Movie Database

### Récompenses
- César 1987 : meilleur film étranger
- David di Donatello 1987 : meilleure direction artistique, meilleurs costumes, meilleure photographie
- Deutscher Filmpreis 1987 : meilleur acteur (Sean Connery), meilleure direction artistique
- Rubans d'argent 1987 : meilleure photographie, meilleurs costumes et de meilleure direction artistique
- BAFTA Awards 1988 : meilleur acteur (Sean Connery), meilleurs maquillages et coiffures

### Nominations
- David di Donatello 1987 : nomination au prix du Meilleur montage
- Deutscher Filmpreis 1987 : nomination au prix du Meilleur film
- Prix Edgar-Allan-Poe 1987 : nomination au prix du Meilleur film

## Nouvelle adaptation du roman
En 2019, le roman donne lieu à une adaptation à la télévision sous la forme d'une série italo-allemande en huit épisodes. Le rôle de Guillaume de Baskerville est interprété par l'acteur et cinéaste américain John Turturro et le rôle d'Adso de Melk par l'acteur allemand Damian Hardung.